# پدرخوانده (فیلم ۲۰۲۲)
پدرخوانده (به انگلیسی: Godfather) یک فیلم اکشن، سیاسی و دلهره‌آور آماده اکران هندی به زبان تلوگو به کارگردانی موهان راجا و محصول شرکت کونیدلا پروداکشن است. این فیلم بازسازی فیلم سینمای مالایالم لوسیفر (فیلم ۲۰۱۹) با بازی موهن لال محسوب می‌شود. بازیگران اصلی این فیلم چیرانجیوی، سلمان خان، نایانتارا و ساتیادف کانچارانا است. این اولین فیلم تلوگو زبان سلمان خان است و موسیقی آن توسط اس. تامان انجام شده‌است.

## تولید
فیلمبرداری اصلی فیلم در ۱۳ اوت ۲۰۲۱ آغاز شد. فیلمبرداری در حومه حیدرآباد (هند) انجام شد.